# Dan Roodt
Daniel Francois Roodt (né le 26 mai 1957 à Springs dans la province du Transvaal en Union d'Afrique du Sud) est un intellectuel, un écrivain, un auteur, un polémiste et un homme politique sud-africain, issu de la communauté afrikaner. 

## Origine et études

### Origines familiales
Daniël François Roodt est né dans la ville minière de Springs, située à l'est de Johannesburg, en Afrique du Sud.
Ses arrière-grands-parents maternels ont combattu durant la seconde guerre des Boers. L'un (Botha) a été blessé lors de la bataille de Rooiwal en janvier 1902 tandis que l'autre (Landau), marchand d'armes pour le compte des Boers, dut vivre en exil aux Pays-Bas, après la défaite de ces derniers. Le père de Dan Roodt est né dans l'ancienne maison de Kruger à Pretoria, à une époque où celle-ci abritait une maternité. Durant ses études à l'université du Witwatersrand, il a pour condisciple Joe Slovo, déjà ardent militant communiste. Sa mère, Hermine Landau, qui a grandi à Johannesburg, est une cousine de Pik Botha. 

### Études scolaires et universitaires
Durant sa pré-adolescence, Dan Roodt est initié par son père à l'existentialisme et aux écrits de Jean Paul Sartre et Albert Camus. En 1970, après une scolarité passée dans les établissements scolaires de Springs, il entre comme pensionnaire au lycée Helpmekaar de Johannesburg afin de pouvoir suivre des cours de latin. Élève brillant et populaire, devenu progressivement un véritable dandy influencé par le style alors en vogue de Gatsby le Magnifique, il est aussi paresseux, en rébellion constante avec l'autorité et le règlement interne du lycée ce qui lui vaudra d'être expulsé du pensionnat. Il s'initie durant cette époque aux œuvres des écrivains sud-africains contestataires comme André Brink, Breyten Breytenbach ou Étienne Leroux ainsi qu'au modernisme et aux essais politiques. Vers 17 ans, lecteur assidu du Rand Daily Mail et par anti-conformisme, ce jeune afrikaner soutient le parti progressiste. 
En 1974, il obtient son diplôme du secondaire et entre à l'Université du Witwatersrand pour étudier le droit avant de bifurquer vers la littérature afrikaans et néerlandaise, la philosophie et les sciences politiques. Membre de la Philosophy Society, il contribue régulièrement au journal de l'Union nationale des étudiants sud-africains et en 1976, à peu près en même temps que les émeutes de Soweto, participe aux manifestations des étudiants contre le gouvernement. 
En 1977, il assiste au procès de Breyten Breytenbach à Pretoria ce qui lui vaut d'être répertorié par la police de sécurité comme dissident ou potentiel révolutionnaire. 
Volontiers provocateur, il perturbe un discours d'Helen Suzman dans la Grande Salle de l'université et ne manque pas un jour, lors d'une conférence sur la littérature afrikaans, de taquiner Nadine Gordimer, non seulement parce qu'elle avait mal prononcé une citation française et qu'elle n'avait pas compris sa question en afrikaans mais surtout parce qu'il la considérait comme arrogante et décrivait toujours les Afrikaners comme des arriérés. Une autre fois, dans une gestuelle dadaïste, il récite, à la Rand Afrikaans University, des poèmes provocateurs, chargés de jurons, avec un cœur de bœuf accroché autour de son cou. 
En 1978, pour le compte de la Philosophy Society, Roodt organise des séminaires sur Paul Feyerabend et sur Robert Nozick. Il réalise également une étude du mouvement hippie américain et sur la contre-culture. À l'époque, Roodt flirte avec les idées anarchistes et de libre-pensée. Il s'intéresse particulièrement aux œuvres de Bakounine et Kropotkine mais aussi à Daniel Cohn-Bendit (pour son rôle en mai 1968), à l'école française de la nouvelle philosophie (notamment à Bernard-Henri Lévy, André Glucksman et Pascal Bruckner) ainsi qu'au post-structuralisme français et aux écrits de Roland Barthes, Michel Foucault, Jacques Lacan, Jacques Derrida, Gilles Deleuze. La littérature américaine contemporaine ne le laisse pas de marbre, notamment les romans de Saul Bellow, Philip Roth, Ken Kesey, Donald Barthelme, Norman Mailer ou encore Jerzy Kosinski.
À la même époque, Roodt est élu en tant que candidat anarchiste au conseil de représentation des étudiants de l'université (Student Representative Council - SRC) grâce au vote des étudiants en architecture. Il y côtoie alors Tony Leon et Hilary Joffe (future journaliste, éditorialiste et rédactrice en chef pour Business Day).
Dan Roodt obtient son baccalauréat de l'Université du Witwatersrand en 1978. Il s'inscrit alors au baccalauréat spécialisé en littérature comparée en 1979, tout en suivant des cours d'allemand et de français. En 1979, le consulat de France à Johannesburg lui refuse une bourse pour étudier en France au motif qu'il était blanc, de nombreuses ambassades étrangères sélectionnant uniquement des étudiants noirs pour étudier dans leur pays afin de marquer leur opposition à l'apartheid. Durant cette époque, il vit dans une colocation à Yeoville avec notamment des artistes conceptuels qui vont contribuer à faire de Dan Roodt l'une des principales figures du mouvement d'avant-garde de Johannesburg.
En 1983, Roodt obtient sa maîtrise en littérature comparée, avec une thèse sur trois textes de Roland Barthes. N'ayant pas réussi à convaincre ses professeurs de poursuivre un doctorat, il revient à l'afrikaans pour suivre une deuxième BA spécialisé en afrikaans tout en travaillant à plein temps comme traducteur pour Telkom à Pretoria. Il obtiendra plus tard un doctorat en Afrikaans avec une thèse sur les œuvres de l'écrivain sud-africain John Miles. Finalement, Dan Roodt se retrouve titulaire de 7 diplômes universitaires.

## Carrière

### Un écrivain censuré
En 1980, Dan Roodt se marie avec Karin Bredenkamp et avec son épouse publie un magazine littéraire appelé Taaldoos, interdit pour pornographie dès la parution du deuxième numéros et Roodt condamné à une amende de 100 000 rands ou 50 jours de prison. Il publie également deux romans controversés. Le premier, Sonneskyn en Chevrolet, est un ouvrage, influencé notamment par le post-structuralisme français et la psychanalyse, est iconoclaste tandis que le second, Kommas uit 'n boomzol, au langage grossier, est une satire critique de l’œuvre de D.J. Opperman et une diatribe cynique contre le statu quo politique, la bourgeoisie, le patriotisme et l'injustice. Les deux livres reçoivent des critiques de bonnes à élogieuses mais ils sont finalement censurés par le gouvernement sud-africain, Sonneskyn en Chevrolet parce qu'il contient notamment des descriptions de violences sexuelles et des citations d'auteurs interdits tels que Karl Marx et Lénine et Kommas uit 'n boomzol, parce qu'il est considéré comme un danger pour la société,.
Dan Roodt tente alors de se faire réformer pour éviter la conscription dans les Forces de défense d'Afrique du Sud. Il essaye de se faire passer pour épileptique ou schizophrène mais sans succès. En 1982, Dan Roodt et son épouse effectuent un voyage en France où ils rencontrent Breyten Breytenbach à qui ils apportent des vêtements que l'écrivain avait laissés en Afrique du Sud. En 1984, à la suite de l'attentat de Church street commis par le congrès national africain, les habilitations de sécurité pour le personnel des entreprises d’État sont renforcées. Dan Roodt est recalé à son entretien d'habilitation mais il obtient cependant peu après, grâce à son réseau d'amis, un poste de chargé de cours à l'Université de Durban-Westville où il enseigne la prose afrikaans aux étudiants indiens. Durant ce  séjour à Durban, il correspond avec Gilles Deleuze mais se querelle aussi avec une partie du corps enseignant et étudiant, marxistes et anglophiles, qui le voient comme un « Afrikaner arriéré et non communiste », plus intéressé pour les « frivoles théories françaises ».

### Expatriation en France
En 1985, Dan  publie Twee sinne, un livre composé uniquement de deux phrases, et le premier à ne pas être censuré. Peu de temps après, Roodt reçoit sa lettre d'affectation de l'armée et doit rejoindre Oudtshoorn. Il décide de quitter l'Afrique du Sud et, avec son épouse, emménage en France en tant qu'expatriés politiques. Durant les 8 années qu'il passe avec son épouse à Paris, d'abord dans un appartement du quartier du Montparnasse puis dans le 3ème arrondissement de Paris et enfin près de la Bastille, il rencontre de nombreux dissidents d'Europe de l'Est avec lesquels il se lie d'amitié et devient à leur contact un ardent anti-communiste. Il travaille à l'école Berlitz et se lance dans un projet de traduction du néerlandais vers l'anglais. Il est inscrit également à l'Université de Paris VIII où il suit un DEA en philosophie sous la conduite de Gilles Deleuze. Durant cette époque en France, il perd ses illusions sur son pays de résidence et est choqué par les informations diffusées sur l'Afrique du Sud et l'apartheid. Pour Roodt, qui déclare avoir été naïf et influencé par les idées libérales inculquées lors de se études, ce qu'il voit en France n'est que de la propagande qu'il attribue à un mouvement anti-apartheid dominé par le Parti communiste français. Il est aussi choqué par les villes de la «ceinture rouge» aux noms de rues rendant hommage à Marx, Lénine ou Rosa Luxemburg. Alors qu'en Afrique du Sud, Roodt était hostile à l'apartheid et au gouvernement sud-africain, il devient tout autant hostile contre ce qu'il considère être des « stéréotypes » mensongers, des « lieux communs » ou des « demi-vérités » diffusés sur l'apartheid et son pays à l'étranger,,.
En 1987, il participe à une conférence sur la littérature sud-africaine qui a lieu près de Stuttgart en Allemagne au côté notamment de Lewis Nkosi et Hein Willemse. Il y rencontre ainsi de nombreux sud-africains noirs et coloureds et des militants du congrès national africain (ANC). Son intervention consacrée à la littérature afrikaans contemporaine ne se passe pas bien et lui même, en tant qu'afrikaner et non marxiste, se sent méprisé par la majorité de l'assistance anglophone.
A Paris où il poursuit ses études de philosophie, il se lie avec des Russes en exil et commence à s'intéresser à au fonctionnement des marchés monétaires, aux statistiques et à leurs dérivés complexes. Il commence à gérer un petit fonds spéculatif en négociant des conditions et des transactions d'arbitrage entre les bourses européennes et la bourse de Johannesburg. Lorsqu'il apprend la libération de Nelson Mandela, il comprend que l'Afrique du Sud est à un carrefour de son histoire et décide de mettre fin à son exil en France.

### Retour en Afrique du Sud
De retour définitivement en Afrique du Sud en mai 1992, Roodt travaille d'abord pour la Standard Bank à Johannesburg puis  pour Nedbank d'où il est licencié au bout d'un an et contre lequel il gagnera en justice. Il est ensuite employé par Citibank jusqu'à la démission de Roodt en 1999 qui se met à son compte en tant qu'expert en marché financier. 
Durant cette période, en 1994, le pays se dote de nouvelles institutions et de son premier gouvernement multiracial comprenant des noirs, dirigé par Nelson Mandela.
Sur un autre plan, Dan Roodt s'implique dans la vie culturelle pour défendre la cause de l'Afrikaans. En juillet 1996, il donne une conférence à l'Institut français de Johannesburg où il dénonce une « recolonisation de l'Afrique du Sud par l'Angleterre » qu'elle soit politique, industrielle ou culturelle. Son cheval de bataille est la dénonciation de l'anglicisation du pays aux dépens de l'afrikaans et de toutes les autres langues endogènes d'Afrique du Sud.

### L'activiste afrikaner

#### L'éditeur et activiste de la langue afrikaans
Dan Roodt, à la manière d'un lanceur d'alerte, se veut être un catalyseur de la défense de l'afrikaans, une langue qui, pour lui, a un rapport particulier et profond avec le pays, y est né et s'y est développé, pas seulement en tant qu'outil de communication. Alarmiste, il ira jusqu'à évoquer un risque de génocide culturel de sa communauté).
En décembre 1999, il entreprend d'organiser une marche devant les Union Buildings afin de remettre au Président Thabo Mbeki une pétition prônant l'égalité de l'afrikaans avec l'anglais. Mais sa démarche, a priori prématurée dans le contexte de l'époque, avorte avant de commencer bien que dès l'année suivante débutent de premiers petits rassemblements et les premières manifestations pour la défense de l'afrikaans. Son objectif est de proposer l'établissement d'une politique linguistique fédérale, avec deux langues principales (dont l'afrikaans parlé dans tout le pays)  bénéficiant d'une reconnaissance nationale, trois à quatre langues officielles au niveau régional et le droit pour tout sud-africain à un enseignement dans sa langue maternelle. Évoquant l'apparition de nouvelles formes d'ethnocentrisme et d'impérialisme linguistique, il participe, durant les années suivantes, à diverses campagnes pour la protection de la langue afrikaans, comme par exemple celle sur le soutien aux apprentis pour qu'ils puissent passer leurs examens en afrikaans, celle sur le maintien de l'afrikaans comme langue d'enseignement dans les universités de Pretoria et Stellenbosch ou encore la campagne contre l'anglicisation du lycée de Fochville. 
En 2000, Roodt participe à la fondation du groupe des 63, un réseau informel constitué de journalistes, écrivains, universitaires inquiets pour l'avenir de la langue afrikaans, parmi lesquels Breyten Breytenbach,  Frederik van Zyl Slabbert, Danie Goosen et Kallie Kriel. La même année, il cofonde PRAAG (Pro-Afrikaanse Aksiegroep), un site internet et une maison d'édition en langue afrikaans qui se décrit comme un mouvement intellectuel extra-parlementaire consacré aux droits des Afrikaners. Praag, en tant que maison d'édition, lui sert également à publier ses livres mais aussi à publier des œuvres traduites en afrikaans comme celles de Günter Grass, Albert Camus, Stephen Smith ou Jean Echenoz. Pour Roodt, l'objectif est ainsi de permettre aux Afrikaners d'avoir accès à la littérature internationale, notamment non anglophone, sans avoir à passer par l'anglais.
En 2004, il entreprend de lancer une version afrikaans du PEN club, distincte de celle sud-africaine siégeant au Cap. La candidature d'une succursale afrikaans de PEN est acceptée en 2006 malgré l'opposition notable de Nadine Gordimer. Basée à Pretoria, l'association PEN des écrivains afrikaans est présidée par Roodt jusqu'en 2012.

#### Le polémiste
Roodt devient en quelques années un commentateur polyvalent mais controversé ainsi qu'un porte-voix écouté par la communauté afrikaner de l'Afrique du Sud post-apartheid, décrit le plus souvent comme réactionnaire. 
Il rédige de nombreux articles pour des journaux aux opinions très variées comme Focus, le journal de la Fondation Helen Suzman, l'American Renaissance (une revue suprémaciste américaine), des revues universitaires d'Afrique du Sud ainsi que divers journaux aux Pays-Bas, en Belgique et en Afrique du Sud tels que le Mail & Guardian, The Sunday Times, Business Day, Beeld, Die Burger et Rapport,. Il apparait également dans de nombreuses émissions-débats télévisées et radiophoniques d'Afrique du Sud. 
D'un point de vue de l'Afrikaans littéraire, il est en opposition à André Brink, Antjie Krog, Marlene van Niekerk et à Nadine Gordimer, en tant que l'une des cheffes du courant littéraire anglophone. Dans le domaine du langage politique et de la politique culturelle, il est contre le gouvernement et le parti en place, à savoir le congrès national africain. 
Non seulement il abreuve le débat public par ses articles dans les journaux sud-africains et par ses éditoriaux dans Praag, mais il est un rédacteur prolifique de lettres aux personnalités importantes du pays ainsi que l'organisateur d'évènements ou de manifestations originales, sous forme parfois de commandos, visant à défendre l'afrikaans. Parmi quelques-unes de ses premières actions dans ce domaine figurent une protestation contre l'impression qu'il estime insuffisante de 600 000 formulaires de recensement en Afrikaans (pour une population largement supérieure), des tentatives visant à mobiliser les  organisations afrikaans dans le secteur de l'enseignement, sa forte implication dans les débats sur l'enseignement linguistique dans les universités de Potchefstroom et Stellenbosch ou encore, la protestation contre la suppression de la mention en afrikaans de la Banque de réserve sud-africaine. 
D'une manière générale, il ne craint pas la controverse ni la confrontation ni le recours aux menaces des plus triviales  telle que « Kader Asmal mérite de recevoir des tomates pourries ». Lorsqu'il est critiqué pour ses actions et sa rhétorique, il répond qu'il fait appel à son droit démocratique de prendre part au débat, à la protection de la langue Afrikaans telle que mentionnée dans la Constitution. Il déclare que ce n'est pas lui mais le gouvernement qui est l'oppresseur et fait fi des accusations selon lesquelles il serait pro-apartheid. 
Affirmant que l'unité d'une nation « n'est pas menacée par la diversité des cultures, mais par la discrimination à l'égard de certaines d'entre elles », il souligne que les Afrikaners, n'utiliseront jamais la violence pour retrouver leur liberté, « comme l'avaient fait les soi-disant mouvements de liberté de l'Afrique » précise t-il, mais il prévoit quand-même la probabilité du déclenchement d'une troisième guerre de libération (la deuxième ayant été celle de 1899-1902) car les Afrikaners seraient opprimés par un impérialisme linguistique (celle la langue anglaise). Toutefois et progressivement le discours de Roodt, qui utilise beaucoup d'arguments conceptuels dans sa rhétorique, passe d'interventions fixées sur la langue afrikaans à des discours plus nationalistes et identitaires.
Quels que soient ses écrits et ses interventions, Roodt, qui repousse sans cesse les limites de la provocation et souhaite se voir comme « la mauvaise conscience de son temps », ne laisse pas indifférent. L'auteur et chanteur Koos Kombuis estime que son influence est dangereuse et souhaite qu'on le mette en résidence surveillée ou qu'on lui confisque son ordinateur et l'interdise de publication dans les journaux. Roodt estime pour sa part qu'il est l'objet d'insultes et de menaces parce qu'il conteste l'opinion dominante et que de nombreux Afrikaners, urbains surtout, vivent dans le déni du conflit culturel. Il conteste que les Afrikaners soient systématiquement qualifiés comme de droite et donc essentialisés, parce qu'ils parlent l'afrikaans et défendent leur culture. Il déplore aussi une trop concentration des médias et de la presse afrikaans. 
En 2001, Roodt publie Om die Waarheidskommissie te vergeet, un essai critique sur la Commission de vérité et réconciliation sud-africaine dans lequel Roodt écrit déceler, selon lui, le manichéisme moral et les préjugés de ses membres et de ses décisions. Son analyse est contestée par les critiques, notamment par le professeur de philosophie Pieter Duvenage qui estime que Roodt n'analyse pas correctement les  caractéristiques structurelles qui ont mené le pays à la violence. Il en conclut que si Roodt est une voix qui porte en Afrique du Sud, il est aussi un provocateur au style satirique et polémique,.
En 2004, il publie Moltrein, une semi-biographie centrée sur la vie d'un sud-africain expatrié à Paris, avec le métro comme métaphore centrale du roman en opposition au Paris décrit par André Brink dans The Ambassador. Le livre, aux sous-textes omniprésents, aux phrases longues et au langage formel et daté, est dans l'ensemble plutôt bien accueilli par la critique littéraire. Pour Joan Hambidge dans Die Burger, Moltrein est empreint de mysticisme et l'auteur intrépide dans son affrontement avec les stéréotypes et le politiquement correct. Pour André Brink cependant, le livre comporte de nombreuses fautes de syntaxes, s'épanche sur de nombreuses banalités et simplifie à l'extrême l'histoire et les relations de l'Europe et de l'Afrique du Sud.
La même année, il écrit un article polémique intitulé Adapt and Die consacré à la criminalité en Afrique du Sud, l'origine de ses auteurs et énumère un certain nombre de faits divers atroces supposés selon lui prouver l'existence en Afrique du Sud d'un racisme anti-blanc (prenant notamment pour exemple le massacre d'une famille blanche au prétexte, selon leur assassin, d'un droit à rétribution pour l'apartheid).
En février 2005, son invitation à participer au Woordfees à Stellenbosch déclenche une controverse majeure, provoquant le renoncement de Max du Preez à participer à l'évènement pour ne pas s'afficher à ses côtés alors que 15 universitaires dénoncent les commentaires « racistes » de Roodt, visant notamment ceux prononcé contre le gouvernement, dont il remet en doute la légitimité, et pour prétendre que les « idées derrière l'apartheid étaient fondamentalement bonnes et que la résistance étrangère à l'apartheid résultait de stéréotypes mensongers diffusés par les communistes ». 
En 2007, dans American Renaissance, il analyse le succès de la chanson De la Rey dans la communauté blanche sud-africaine comme l'expression de la colère et de la frustration des jeunes Afrikaners « face à une politique de discrimination anti-blancs telle que le monde n’en a jamais vue »,.
En mars 2010, dans un article de Praag, Roodt conseille aux Afrikaners de soutenir l'équipe de football des Pays-Bas au lieu de l'équipe sud-africaine lors de la Coupe du Monde de 2010, organisée par l'Afrique du Sud. En mai 2010, il voyage en Europe où il rencontre des représentants du ministère suédois des affaires étrangères pour parler de la criminalité en Afrique du Sud mai aussi des membres du Vlaams Belang et du Mouvement de résistance suédois, un groupe scandinave qui se décrit comme une organisation national-socialiste.
L'une de ses têtes de turc est le journaliste Max du Preez, qu'il qualifie d'imbécile et d'idiot. Il crée un nom de domaine sur internet portant le nom de Max du Preez afin de permettre aux internautes de se défouler en disant ce qu'ils pensent de lui. Pour Max du Preez, Roodt fait une fixation homo-érotique sur lui. En mai 2011, le nom de domaine est saisi par le régulateur du Web sud-africain, et remis à Max du Preez alors qu'un juge statut que Roodt a usurpé le nom de Max du Preez dans le cadre d'une campagne calomnieuse contre ce dernier,.
Dans Beeld, en juin 2011, Roodt déclare que le système judiciaire sud-africain n'est pas neutre et que les affaires controversées à connotation raciale seront bientôt constamment tranchées en faveur de l'idéologie dominante et du politiquement correct, même quand la minorité blanche et afrikaner est victime de discours de haine. Cette affirmation n'est cependant pas corroborée comme en témoigne quelque temps plus tard la condamnation de Julius Malema.
En 2012, le Médiateur de la presse ordonne au tabloïd hebdomadaire Sondag de publier des excuses en première page à Roodt pour avoir publié un article diffamatoire à son sujet.
Dans une interview au journal littéraire indépendant en ligne, LitNet, Dan Roodt se montre pessimiste sur l'avenir de l'afrikaans et de la culture afrikaans, considérant qu'elle est abandonnée par l'Etat et déplore ce qu'il considère comme un processus d'anglicisation sans retour d'une partie des Afrikaners, notamment de la jeunesse afrikaner mais aussi des Afrikaners vivant dans les pays anglophones. 
En novembre 2014, l'ONG AfriForum analyse les déclarations de Roodt dans une émission américaine comme étant racistes et non représentatives de la communauté afrikaner à laquelle il porterait ombrage.

#### L'homme politique
Lors des élections municipales sud-africaines de 2011, Roodt est le candidat du Front de la Liberté aux élections municipales à Johannesburg mais n'est pas élu. En 2013, il est candidat pour prendre la direction de la section du Gauteng du front de la liberté mais est battu par Jaco Mulder. Il quitte le parti qu'il qualifie de mourant, place ses espoirs dans le mouvement informel octobre rouge de Steve Hofmeyr et finalement devient le chef adjoint et le porte-parole du tout juste formé Front Nasionaal, un parti qui promeut le séparatisme et l'auto-détermination des Afrikaners.
Lors des élections générales sud-africaines de 2014, Roodt et son épouse figurent sur les listes du Front nasioonal. Lui en deuxième position sur la liste nationale du parti, tête d'affiche dans le Gauteng où il est aussi en 5ème place pour l'élection provinciale alors qu'elle est candidate en 7ème position sur la liste nationale. Aucun ne sera élu.
En 2015, Roodt est exclu du Front Nasionaal. Il se déclare déçu par la politique et déclare se consacrer à sa maison d'édition, à son blog et à son site internet,.

## Ouvrages
- Sonneskyn en Chevrolet (Taurus, 1980) est le premier ouvrage de Roodt. C'est un commentaire hostile aux élites sud-africaines et critique de la société sud-africaine (plus particulièrement de la société afrikaner) de cette époque.
- "Kommas uit 'n boomzol" (Uitgewery Pannevis, 1980), son seul volume de poésie publié à ce jour, parodie structurellement "Komas uit' n bamboesstok" (Human & Rousseau, 1979), un volume de poésie du poète afrikaans D.J. Opperman.
- Twee sinne (1985), un recueil ne comportant que deux phrases.
- Om die Waarheidskommissie te vergeet (2001) est un essai critique sur la Commission de vérité et réconciliation sud-africaine qu'il décrit comme une entreprise totalitaire visant à présenter une seule interprétation de l'histoire sud-africaine  sans y aborder sa nature complexe, en particulier celle de l'apartheid. Dans ce livre, il dénonce un préjugé ethnique de la commission qui amène à condamner les Sud-Africain blancs, plus spécifiquement les Afrikaners et à promouvoir une dissymétrie morale entre les victimes ainsi que l'idée d'une guerre juste[1],[14].
- Moltrein (PRAAG, 2004) est une semi-biographie qui évoque un musicien prometteur qui quitte l'Afrique du Sud dans les années 1980 pour éviter le service militaire et vivre à Paris.
- Le Fléau de l'ANC (PRAAG, 2005) est une critique de l'ANC, et aussi de l'ancien gouvernement de Klerk[5].
- Aweregs (PRAAG, 2006), essai politique de 537 pages qui reprend d'une part les diverses contributions politiques de Roodt sur l'Afrique, l'ANC, les Afrikaners, le multiculturalisme, l'architecture, les valeurs etc, parues dans diverses publications entre 2000 et 2004 et d'autre part comprend une analyse sur la pensée holistique de Jan Smuts[1].
- Johannesburg in Five (PRAAG, 2012), petit roman électronique en anglais publié via Amazon Kindle.
- Raiders of the Lost Empire: South Africa's English Identity (PRAAG, 2015) explore l'identité anglaise du pays

## Traductions
- Albert Camus, Die buitestaander nouvelle édition de L'Étranger, Praag, Johannesburg, 2005
- Stephen Smith, Negrologie – waarom Afrika vergaan, co-traduction de Négrologie : pourquoi l'Afrique meurt par Dan Roodt, Johannesburg, Praag, 2005
- Jean-Philippe Toussaint, Die badkamer traduction de La Salle de bain par Dan Roodt, Johannesburg, Praag, 2016.

## Vie privée
Dan Roodt est marié à Karin (née Bredenkamp) depuis 1980. Elle est écrivaine, peintre, rédactrice en chef de Praag et traductrice de divers ouvrages du néerlandais et du français vers l'afrikaans et l'anglais. Ils ont trois enfants (une fille et deux fils).

## Documents multi-médias
- Dan Roodt: We take the old South African flag to the street, 5 septembre 2019
- Dan Roodt interviewed by Janice Atkinson at European Parliament, 12 juin 2018